# Jean-Joseph-Philibert Guillemaut-Mailly
Jean-Joseph-Philibert Guillemaut-Mailly est un homme politique français né le 18 novembre 1778 à Saint-Usuge (Saône-et-Loire) et décédé le 22 avril 1854 à Louhans (Saône-et-Loire).
Médecin, il est maire de Louhans en 1815 et de 1830 à 1832, conseiller général du canton de Louhans de 1831 à 1833 et de 1848 à 1852 et député de Saône-et-Loire de 1831 à 1833. Il siège dans l'opposition et démissionne en 1833.
Il est le père du général, sénateur et député Charles-Alexandre Guillemaut. Il est le gendre du Conventionnel Antoine de Mailly

## Sources
- « Jean-Joseph-Philibert Guillemaut-Mailly », dans Adolphe Robert et Gaston Cougny, Dictionnaire des parlementaires français, Edgar Bourloton, 1889-1891 [détail de l’édition]